# Tomohiro Nagatsuka
Tomohiro Nagatsuka (長塚智広, Nagatsuka Tomohiro, Ibaraki, 28 de novembro de 1978) é um ciclista olímpico japonês. Nagatsuka representou seu país nos Jogos Olímpicos de Verão de 2004, juntamente com Toshiaki Fushimi e Masaki Inoue, no qual ganhou a medalha de prata.